# Josef Hušbauer
Josef Hušbauer (n. 16 martie 1990) este un mijlocaș de fotbal ceh care joacă în prezent pentru echipa din Fortuna Liga Slavia Praga. Un produs al academiei de fotbal a Spartei Praga, Hušbauer și-a reprezentat țara la diferite categorii de vârstă înainte de a-și face debutul internațional pentru Republica Cehă în 2012.

## Cariera pe echipe

### Sparta Praga
Hušbauer și-a început cariera de fotbal la Sparta Praga. El a jucat primele sale meciuri în a Doua Ligă Cehă în sezonul 2007-2008. pentru Vysočina Jihlava. În 2008, a fost vândut la FK Viktoria Žižkov, pentru care a jucat un sezon. Pentru sezonul 2009-2010 a fost împrumutat la 1. FK Příbram. În 2010, Hušbauer s-a transferat la Baník Ostrava, pentru care a jucat un sezon înainte de a fi vândut la Sparta Praga.
Hušbauer s-a transferat la echipa italiană Cagliari, unde a fost împrumutat în ianuarie 2015. Cu toate acestea, a jucat doar două meciuri sub conducerea lui Gianfranco Zola și nu a mai jucat niciun meci în campionat după ce Zola a fost înlocuit de Zdeněk Zeman, după care și-a scurtat perioada de împrumut și a revenit la Sparta. În turul sezonului din Prima Ligă Cehă 2015-2016, Hušbauer a jucat sporadic pentru Sparta Praga ieșind din primul unsprezece și a jucat doar două meciuri complete din 15.

### Slavia Praga
El a semnat cu rivala lui Sparta Praga, Slavia Praga, în decembrie 2015, iar suma de transfer a fost 15 milioane de coroane cehe. La 9 mai 2018 Slavia Praga a câștigat finala Cupei Cehiei din sezonul 2017-2018 împotriva Jablonei.

## Cariera la națională
Hušbauer a jucat pentru toate categoriile de vârstă ale naționalei Cehiei, începând cu cea sub 16 ani. El și-a făcut debutul la naționala mare în 2012, primul său meci fiind un amical internațional împotriva Ucrainei, care s-a terminat fără goluri. Hušbauer a marcat primul său gol la națională într-un meci amical cu Finlanda, care s-a terminat cu 2-2.